# Karekyathanahalli, Sira
Karekyathanahalli là một làng thuộc tehsil Sira, huyện Tumkur, bang Karnataka, Ấn Độ.